# Durium

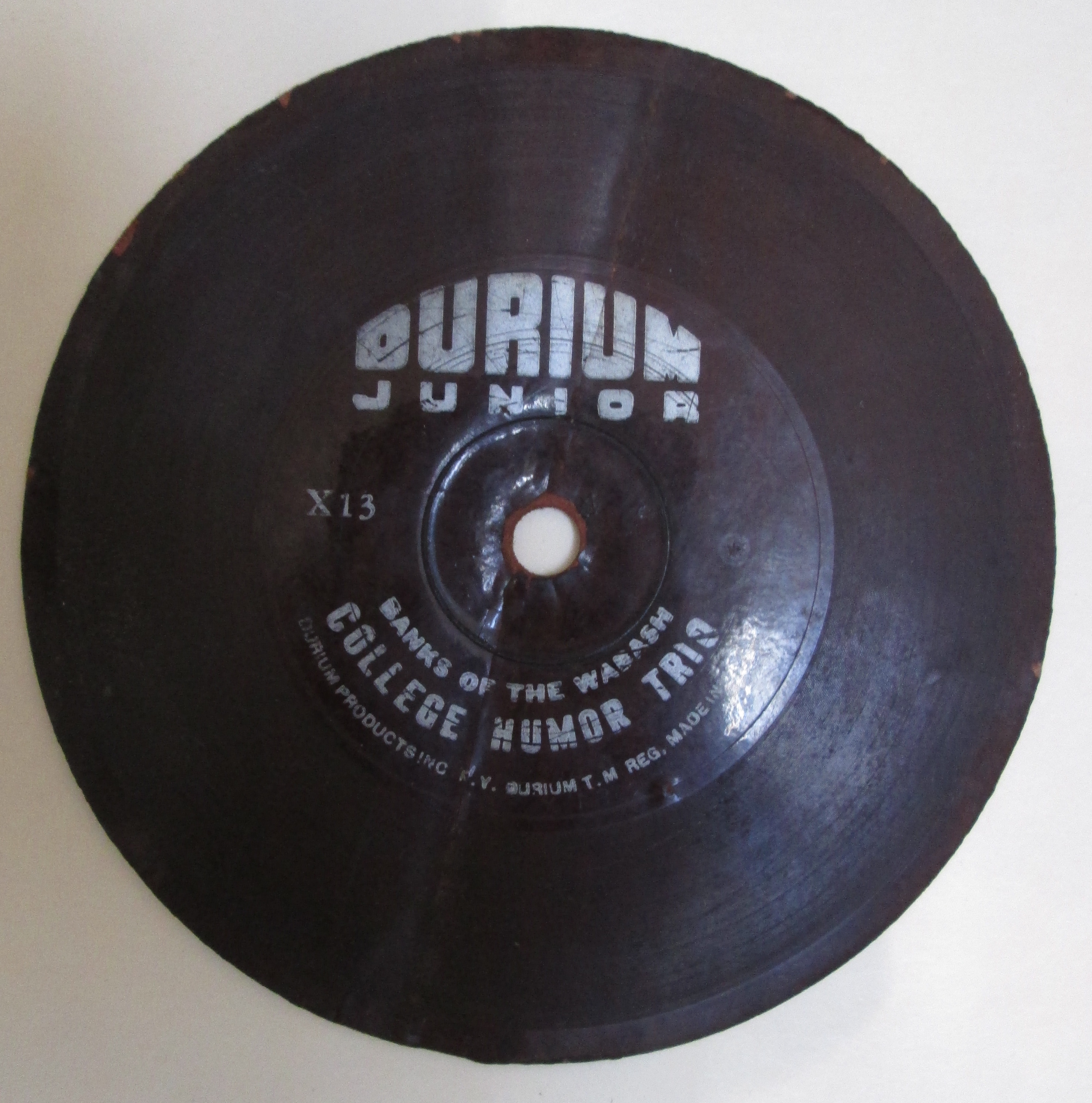
Disco fabricado con Durium

Durium es el nombre comercial de una resina sintética altamente duradera desarrollada en 1929. Se utilizó en la producción de discos fonográficos, así como en el proceso de fundición de tipos metálicos y en la industria aeronáutica.

## Origen
El Durium es una resina de resorcinol-formaldehído, resultado de la investigación de Hal T Beans, profesor de química en la Universidad de Columbia.

## Propiedades
La resina es flexible, insípida, inodora e impermeable. Es resistente al fuego y al calor (se debía calentar a 230 grados Celsius (446 °F) para la producción de discos). Posee un fraguado rápido, lo que reduce el coste de producción de los artículos fabricados con esta resina.

## Aplicaciones
Al ser resistente al fuego y al agua, la resina se utilizó como sustituto del barniz en piezas aeronáuticas.
Fue comercializada por Durium Products Company (rebautizada como Durium Products, Inc., desde 1931) como el material utilizado para fabricar una serie de discos denominados Hit of the Week, de 1930 a 1932. La resina estaba unida a un sustrato de cartón y, al ser mucho más liviana que la goma laca utilizada hasta entonces, los discos se vendían en los quioscos por tan solo 15 centavos.